# 暫定協定
暫定協定（ざんていきょうてい、Modus vivendi）は、政治問題や武力紛争に当たって、非公式かつ暫定的に結ばれる同意のことである。
英語の「モーダス・ヴィヴェンディ（Modus vivendi）」は、ラテン語起源であり、「Modus」は「モード、方法、道」を、「Vivendi」は「生活」を意味する。あわせると「生活様式」あるいは「生きる道」となり、議論し合う両者や戦う両者がそれぞれの生活を維持し続けられるような融通案を意味する。
例えば、領土問題で争う二つの国が暫定協定の締結に至った場合、両国とも互いの領域に対する価値観や紛争地に対する態度について合意することはなくても、互いの主張の違いを残したまま共存する道を達成することはできる。
外交分野では、暫定協定は、恒久的で詳細な合意（条約など）に将来、置き換える意図で作られる、一時的かつ臨時の性格を持つ国際的な合意の手段を指す。
慣習的に、暫定協定は非公式な方法で作られ、立法府での批准や恒久的な批准は決して必要としない。休戦協定（Armistice）や降伏文書（instruments of surrender）も暫定協定である（平和条約につながる）。